# NGC 4344
NGC 4344 (другие обозначения — UGC 7468, IRAS12210+1748, MCG 3-32-22, VCC 655, ZWG 99.37, KUG 1221+178, PGC 40249) — линзообразная галактика (SB0) в созвездии Волосы Вероники.
Эта галактика видна в положении плашмя. В ней выделяется кольцо голубого цвета диаметром 1,7 кпк, образованное областями звездообразования. Также в ней наблюдается пыль, которая, возможно, создаёт наблюдаемые «разрывы» в кольце. Такие кольца нехарактерны для линзовидных галактик, особенно тех, которые не имеют бара. Этим она похожа на голубые компактные карликовые галактики, в ней есть сходство с NGC 2537. Хотя эта галактика слишком яркая и крупная по сравнению с этим классом объектов, нельзя исключить, что она является их представителем.
Этот объект входит в число перечисленных в оригинальной редакции «Нового общего каталога».